# Hollywood Stargirl
Hollywood Stargirl is een Amerikaanse romantische film uit 2022, geregisseerd door Julia Hart. De film is een sequel op Stargirl uit 2020. De hoofdrollen worden vertolkt door Grace VanderWaal, Judy Greer, Elijah Richardson, Tyrel Jackson Williams en Uma Thurman.

## Verhaal
Stargirl en haar moeder Ana zijn uit Arizona verhuisd en arriveren in Los Angeles waar Ana een baan heeft gekregen als kostuumontwerper voor een speelfilm. Stargirl hoopt deze maal dat ze wat langer op dezelfde plaats blijven zodat ze vrienden kan maken. Ze ontmoet al snel Evan, haar buurjongen. Hij en zijn broer Terrell maken een korte demovideo voor een mogelijke film en willen graag dat zij de muziek schrijft en mogelijk in de film optreedt. Hoewel Stargirl nog nooit eerder heeft geacteerd, wordt ze overtuigd door de broers en bezoekt ze Terrells werkplek, een bar genaamd Forte. Stargirl herkent een van de vaste bezoekers, bij de broers bekend als "Table Six", als Roxanne Martel, een one-hit wonder die de muziekscene verliet om producer te worden. Dankzij Martel kunnen ze hun eigen muziek maken en opnemen in een professionele studio.

## Rolverdeling
| Acteur                 | Personage                     |
| ---------------------- | ----------------------------- |
| Grace VanderWaal       | Susan "Stargirl" Caraway      |
| Judy Greer             | Ana Caraway, Stargirls moeder |
| Elijah Richardson      | Evan                          |
| Tyrel Jackson Williams | Terrell                       |
| Nija Okoro             | Daphne                        |
| Al Madrigal            | Iggi                          |
| Judd Hirsch            | Mr. Mitchell                  |
| Uma Thurman            | Roxanne Martel                |

## Productie
In februari 2021 werd aangekondigd dat er een vervolg op Stargirl in ontwikkeling is. Julia Hart keerde terug als regisseur, en schreef samen met Jordan Horowitz het scenario, terwijl Grace VanderWaal haar rol als Stargirl Caraway opnieuw vertolkt. Elijah Richardson en Judy Greer voegden zich bij de cast, waarbij Greer Sara Arrington verving als Ana, de moeder van Stargirl. Michael Penn schreef muziek voor de film en Grace VanderWaal VanderWaal schreef en vertolkte een origineel nummer in de film, "Figure it Out". In maart hadden Uma Thurman, Judd Hirsch en Tyrel Jackson Williams zich bij de cast gevoegd.
De belangrijkste filmopnames begonnen in mei 2021 in Orange County (Californië) en werden in juli afgerond.

## Release en ontvangst
Hollywood Stargirl ging op 23 mei 2022 in première in het El Capitan Theatre in Los Angeles, Californië, en werd op 3 juni 2022 uitgebracht op Disney+. De film kreeg overwegend positieve kritieken van de filmcritici, met een score van 94% op Rotten Tomatoes, gebaseerd op 17 beoordelingen.